# Njet Molotoff
A Njet Molotoff egy finn dal, amelyet a téli háború idején komponáltak a behatoló szovjetek kigúnyolására. A dal zenéjét Matti Jurva szerezte, a szöveget pedig Tatu Pekkarinen írta. Jurva először 1942-ben vette fel a dalt a Kristalli-Tanssiorkesteri nevű csoporttal George de Godzinsky vezényletével. A felvétel zenekari kíséretét Robert von Essen rendezte.
A dal a Vörös Hadsereg kudarcát gúnyolja a téli háborúban. Fő célpontja a külügyminiszter, Vjacseszlav Mihajlovics Molotov volt.
A dal új interpretációját a Solistiyhtye Suomi Njet Molotoff néven mutatta be 1989-ben.

## A dal szövege
| Eredeti finn szöveg | Magyar változat |
| --- | --- |
| Finlandia, Finlandia, sinne taas matkalla oli Iivana. Kun Molotoffi lupas' juu kaikki harosii, huomenna jo Helsingissä syödään marosii. Kórus Njet Molotoff, njet Molotoff, valehtelit enemmän kuin itse Bobrikoff. Finlandia, Finlandia, Mannerheimin linja oli vastus ankara. Kun Karjalasta alkoi hirmu tulitus, loppui monen Iivanan puhepulistus. Kórus Finlandia, Finlandia, sitä pelkää voittamaton Puna-Armeija. Ja Molotoffi sanoi että katsos torppas niin, Tsuhna aikoo käydä meitä kraivelista kiis. Kórus Uralin taa, Uralin taa, siellä onpi Molotoffin torpan maa. Sinne pääsee Stalinit ja muutkin huijarit, politrukit, komissaarit ja petroskoijarit. Kórus | Finlandia, Finlandia Az, amerre az Ivánok indultak meg megint Mikor Molotov megígérte: "Igen, minden simán fog menni, holnap, már Helsinkiben esszük a fagylaltot." Kórus Nem, Molotov! Nem, Molotov! Többet hazudtál, mint maga Bobrikov! Finlandia, Finlandia A Mannerheim vonal kemény akadály volt! Mikor a tüzérség tüzelni kezdett Karéliából, Jó sok Iván abbahagyta a gügyögést! Kórus Finlandia, Finlandia A legyőzhetetlen Vörös hadsereg fél tőle! És Molotov azt mondta: "Nos, odanézz! A chukhnák jönnek a torkunkra!" Kórus Az Urál mögött, az Urál mögött, Ott van Molotov tanyája. "Emberek", mint Sztálin, és más csalók megnézhetik, Komisszárok, és más szélhámosok Petrozadovszkból. Kórus |